# James Tarkowski
James Alan Tarkowski (19 de novembre de 1992) és un futbolista professional anglès que juga de defensa central pel Burnley FC i per l'equip nacional anglés.